# Janice Valleau
Janice Valleau, née le 6 novembre 1923 et morte le  8 décembre 2013 à Jacksonville est une autrice de comics dont la carrière se déroula dans les années 1940-1950.

## Biographie
Janice Valleau naît le 6 novembre 1923 dans le New Jersey où elle passe son enfance. Atteinte de la poliomyélite elle doit porter un corset durant toute sa jeunesse. Elle suit des études à l'institut d'art de Phoenix et trouve rapidement un travail de dessinatrice chez MLJ Comics.  Bien que son nom n'apparaisse qu'à partir de 1943, elle y travaille sans être créditée. Elle signe des histoires dans Archie Comics, Top Notch Laugh Comics, Pep Comic jusqu'en 1944. À partir de la fin 1944, elle travaille pour Quality Comics sur des titres comme Crack Comics, Police Comics, Smash Comics, Military Comics, All Humor Comics, Guns Against Gangsters, pour Charlton Comics avec Nyoka the Jungle Girl et pour  Novelty Press dans Young King Cole où elle crée le personnage de Toni Gayle, un mannequin qui se retrouve à chaque fois mêlée à des enquêtes policières. Elle épouse Edward Winkleman avec qui elle a trois enfants. Elle arrête sa carrière au début des années 1950, lorsque le psychiatre Fredric Wertham et de nombreuses associations de défense des enfants s'en prennent aux comics accusés de pervertir la jeunesse. Elle meurt le 8 décembre 2013 à Jacksonville en Floride,,.